# Ali ibne Muça
Alboácem ibne Muça ibne Jafar, conhecido como Ali ibne Muça Arrida (em árabe: علي بن موسى الرضا) ou simplesmente Ali Arrida (em persa Ali Reza, em persa: امام رضا) (Medina, por volta de 765 a 770 - Tus, 23 de agosto de 818), foi o oitavo imame dos xiitas duodecimanos.
Era filho do imame Muça ibne Jafar e de uma escrava, cujo nome aparece sob várias formas. Levou uma vida piedosa em Medina, ocupada apenas com assuntos religiosos. A vida de Ali coincidiu com o governo dos abássidas, que enfrentaram muitos problemas, incluindo guerras civis e várias revoltas contra o governo. Seu imamado coincidiu com três califas, incluindo Harune Arraxide, Alamim e Almamune. Durante os reinados de Harune e Alamim, ele frequentemente debatia com outras religiões sobre as crenças islâmicas e a promoção do imamado. O governo não o enfrentou durante este período. Após a vitória de Almamune na guerra com seu irmão Alamim em 198 AH, Almamune enfrentou a propagação de revoltas xiitas. Para controlar essas revoltas, ele decidiu incluir Ali ibne Muça no governo e, para isso, nomeou-o como seu sucessor. Embora Ali ibne Muça se recusasse a aceitar esta posição, Almamune o convocou para Marve, sua capital, em 200 AH. Este evento, que é o capítulo histórico mais importante da vida de Ali ibne Muça, ocorreu em 201 AH.
Após esta nomeação, a dinastia abássida presente em Baguedade, que muitas vezes era considerada o oposto de Almamune, achou as ações de Almamune preocupantes e, finalmente, removeu Almamune do califado e elegeu Ibraim ibne Mádi como califa. Para se defender, Almamune foi para Baguedade com Ali ibne Muça. Quando a caravana de Almamune chegou a Sarakhs, seu ministro Alfadle ibne Sal foi assassinado, e dois dias depois, quando a caravana de Almamune chegou a Tus, Ali ibne Muça também morreu. Algumas fontes, considerando a morte do ministro e príncipe herdeiro de Almamune em um curto período de tempo, consideraram isso como um sinal da conspiração de Almamune. Segundo fontes xiitas e sunitas, a morte de Ali ibne Muça foi por envenenamento; Fontes xiitas culparam Almamune pelo assassinato. Finalmente, ele foi enterrado em uma aldeia chamada Sanabade. Em seu túmulo, mais tarde foi construído um santuário e surgiu uma cidade chamada Mexede (lugar de martírio).
Ali ibne Muça durante seu imamado sobre os xiitas, ensinando e expressando narrativas jurisprudenciais e teológicas, fortaleceu a religião xiita. Ele também conseguiu criar mais alunos do que seu pai, Muça Alcacim, devido à sua liberdade religiosa e política. No entanto, seus discípulos não puderam encontrá-lo livremente. Isso fez com que Ali ibne Muça referisse suas referências religiosas a seus discípulos. A posição acadêmica de Ali ibne Muça não se limitava ao xiismo, e os sunitas o elogiavam como um erudito islâmico. Estudiosos sunitas como ibne Hajar Ascalani e ibne Najar relataram sua posição acadêmica, que ele ensinou na Mesquita do Profeta em Medina aos vinte anos de idade. A expressão de suas visões científicas em outras ciências e tecnologias, como a medicina, indica seu lugar especial entre outros cientistas. Dos três importantes tratados atribuídos a ele, um está relacionado à ciência médica.

## Vida

### Família e nome

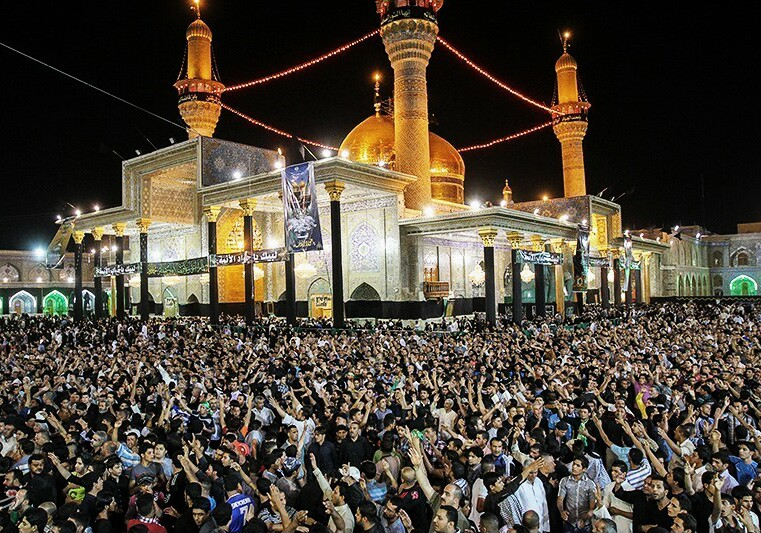
Santuário do imame Cadim em Baguedade, Iraque

Seu pai, Muça ibne Jafar, é conhecido como Cadim, que é o sétimo imame dos doze imames. Ele é da família do haxemitas e da tribo dos coraixitas. Os haxemitas era uma das famílias proeminentes em Meca. Muça Alcacim, nascido em 128 AH, em Abua, região entre Meca e Medina. Seu imamado estava ao mesmo tempo com os califas abássidas, Almançor, Hadi, Mahdi e Harune Arraxide. Muça ibne Jafar foi preso várias vezes por ordem de Harune e acabou sendo morto por ordem do califa na prisão em Baguedade em Rajane, 183/setembro de 799. Seu túmulo em Baguedade é um dos mais importantes santuários xiitas.
Sua mãe era uma escrava (um ualade), provavelmente de origem núbia, cujo nome é dado variadamente como: Toquetã, Najema, Xacra, Sade, Umal Banim, Caizorã, Sacã, Aruá ou Samã. Mas seu nome mais famoso era Toquetã. De acordo com uma narração, a mãe de Muça Alcacim, Hamide Catum, uma mulher não árabe, comprou uma escrava que nasceu e cresceu no mundo árabe. Depois que Hamide testou a escrava e percebeu que ela era superior aos outros em religião e sabedoria, ela o escolheu para seu filho Muça ibne Jafar.
Seu pai, Muça Alcacim, o nomeou Ali em referência a seu avô Ali. Ao longo da vida, recebeu vários cúnias. Alguns narradores acreditam que Muça Alcacim deu o apelido de Arrida a seu filho. Solimameo ibne Hafes relatou: “Imame Muça ibne Jafar nomeou seu filho Ali Arrida. Ele dizia: 'Chame a mim meu filho Arrida.' Eu lhe perguntei: 'A meu filho pertence o prazer (Arrida).' Ele respondeu: 'Meu filho é Arrida.' disse: 'Ó Alboácem.” Estas são algumas declarações sobre dar a ele esse apelido. Amade Albizanti deu a razão para dar este apelido a ele, dizendo: “Ele recebeu o apelido de Arrida porque ele é o beneplácito de Alá, o Exaltado, em Seu Céu, o prazer de Seu Mensageiro, e dos imames depois dele em Sua Terra. Ali ainda utilizou o cúnia raro de Abubacar.

### Primeiros anos
Ali nasceu e cresceu em Medina. Os historiadores diferem ao longo do ano em que nasceu. O ano de seu nascimento é dado como 148/765, 151/768 e 153/770. A primeira data parece menos confiável e pode ter sido deduzida de uma previsão atribuída a seu avô, que morreu naquele ano, de que o sucessor de seu filho Muça nasceria em breve. Há indicações de que Ali pode ter nascido em 159/775-76, já que, de acordo com Iacubi, morreu aos quarenta e quatro anos e, de acordo com Uaquidi, começou a renderizar fátuas em seus vinte anos. Muça, pai de Ali, foi preso várias vezes pelos califas abássidas, mas finalmente foi envenenado e morreu em uma prisão em Baguedade, por ordem de Harune Arraxide. Sua morte foi em Rajabe, 183/setembro de 799. Antes da morte, fez de Ali seu legatário e herdou sua propriedade de Soraia, perto de Medina, com exclusão de seus muitos irmãos.

### Imamado e os califas abássidas
O período de seu imamado durou vinte anos; dez anos foi contemporâneo do califado de Harune Arraxide, cinco anos do califado de Alamim e os últimos cinco anos do califado de Almamune.

#### Tempo de Harune Arraxide

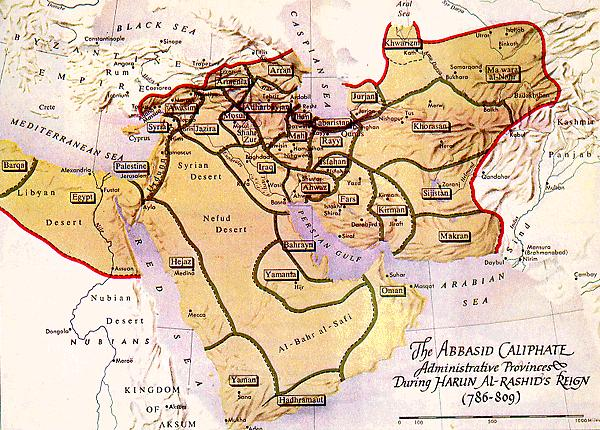
Estados administrativos do Califado Abássida durante o reinado de Harune

Após a morte de Muça em 183 AH, de acordo com o testamento de seu pai, Ali foi apresentado como seu sucessor e o próximo imame. Seu imamado por dez anos coincidiu com o califado de Harune. Durante este período, o imame gozou de relativa liberdade e Harune não impediu suas atividades. Se sabe que começou a treinar estudantes no campo das ciências islâmicas. Foi dito sobre o motivo dessa liberdade que, após a morte de Muça, Harune estava com medo da reação do povo, especialmente dos xiitas. Embora a princípio, ele tentou esconder o assassinato de Muça, mas quando essa notícia saiu, ele tentou manter a atmosfera calma e se livrar desse assassinato. a certa altura, Harune escreveu uma carta para seu tio Suleimameo ibne Able Jaquefar (que havia sido o indivíduo que enterrou Muça) dizendo: “Que Deus amaldiçoe Sandi ibne Xaique, pois ele fez isso (assassinato do Muça) sem minha permissão. Em outro caso, em resposta a um de seus agentes que lhe pediu para pressionar Ali Arreza, ele escreveu: “O que fez com seu pai não é suficiente? Você quer que eu pegue uma espada e mate todos os alauítas de uma vez? A raiva de Harune acalmou seus oficiais e ninguém mais se atreveu a trazer à tona a questão do Ali. Ali aproveitou esta oportunidade durante o governo de Harune e declarou abertamente seu imamado. Não havia necessidade de esconder este assunto, como os imames anteriores tinham que fazer. Este assunto chegou a tal ponto que alguns dos companheiros sinceros do imame o alertaram sobre isso e imame garantiu a eles que Harune não seria prejudicado nem um pouco.
Durante seu califado, Harune nomeou Alamim como seu sucessor e tomou a fidelidade do povo a ele, e escolheu Almamune, que nasceu de uma mãe iraniana, como seu segundo sucessor. Em 193 A.H., Harune foi informado de que uma rebelião havia eclodido em Coração e seus comandantes do exército não puderam suprimi-la apesar de sua crueldade. Depois de consultar seus ministros e conselheiros, Harune decidiu viajar pessoalmente para Coração e reprimir a rebelião ele mesmo. Ele deixou seu filho Alamim em Baguedade e levou seu outro filho Almamune (que por acaso era o governador de Coração) com ele, e Harune conseguiu acalmar a situação turbulenta em Coração, mas nunca mais voltou a Baguedade. Ele morreu na cidade de Tus no dia 3 de Jumade Alacra 193 AH, deixando seus dois filhos para lutar entre si sobre quem governaria como o próximo califa.

#### O califado de Alamim
Após a morte de Harune, o povo de Baguedade jurou fidelidade a seu filho Alamim. Não foi mais de 18 dias após o início do governo de Alamim que ele começou a planejar remover Almamune como seu sucessor. Ele queria nomear seu filho Muça para essa posição. Segundo a maioria dos historiadores, Alamim não era qualificado para esta alta posição, porque se distinguia por tendências inferiores, que incluem: Sua absorção em prazeres, Seu ódio ao conhecimento e Sua opinião pobre. Alamim não tinha uma opinião sábia, porque as experiências não o ensinavam. Ele não foi treinado para governar. Ele recebeu um vasto reino enquanto ele não fez nada bem. Almaçudi, o famoso historiador, descreveu-o e disse: "Ele (Alamim) tinha um comportamento feio e uma opinião fraca. seus caprichos, negligenciou seus negócios, confiou em outros além dele durante grandes infortúnios e confiou naqueles que não eram leais a ele". Alcutubi também o descreveu e disse: "As coisas feias eram fáceis para ele, então ele seguia seu capricho e não refletia em nada de seu resultado final. Ele era o mais avarento das pessoas (em dar) comida. não se preocupe onde ele se sentou ou com quem ele bebeu?"
Durante o governo de Alamim, e em geral, durante os anos entre a morte de Harune e o califado de Almamune, não há registros históricos de conflito entre o Ali e o governo abássida. É claro que nos poucos anos de conflito entre Alamim e Almamune, o governo não tinha o desejo nem a capacidade de interferir com Ali e os alauítas. podemos considerar os anos de 193 a 198 da Hégira como anos de relativa liberdade em relação à atividade religiosa para o Ali. Nesse momento e após a morte do califa Alamim, vários de seus irmãos e seu tio Maomé ibne Jafar participou das revoltas álidas no Iraque e na Arábia, mas Ali recusou qualquer envolvimento. De acordo com Madelung não há boas evidências de que tenha deixado Medina para uma longa viagem antes de sua partida para Coração, embora um relatório xiita descreva uma visita milagrosa dele às comunidades de seus seguidores em Baçorá e Cufa após a morte de seu pai.

##### Guerra entre Alamim e Almamune
Em março de 811, Alamim despachou um exército sob Ali ibne Issa ibne Maã contra Almamune. Ali avança sobre Rei. No entanto, o general capaz de Almamune, Tair ibne Huceine, conheceu e derrotou Ali, que foi morto. Após a derrota do exército do califa Alamim na Batalha de Rei e a morte de seu comandante Ali ibne Issa ibne Maã, os exércitos de Alamim estavam em retirada, movendo-se para o oeste do Irã para o Iraque de volta ao seu acampamento base em Baguedade. O general de Almamune, Tair ibne Huceine, o vencedor da Batalha de Rei, decidiu perseguir o exército em retirada. Apesar da resistência limitada em algumas cidades como Avaz, o exército de Tair ibne Huceine chegou a Baguedade. Devido à grande população de Baguedade, muitas pessoas foram mortas no conflito entre os dois exércitos. À medida que as coisas pioravam e Tair ibne Huceine entrava na cidade, Alamim procurou negociar uma passagem segura. Tair ibne Huceine relutantemente concordou com a condição de que Alamim entregasse seu cetro, selo e outros sinais de ser califa. Alamim relutante em fazê-lo tentou partir em um barco. Tair ibne Huceine notou o barco e enviou seus homens atrás de Alamim, que foi capturado e levado para uma sala onde foi executado. Sua cabeça foi colocada no Portão Alambar. Tabari cita a carta de Tair ao novo califa Almamune informando-o da captura e execução de Alamim e do estado de paz que resultou em Baguedade.

#### O califado de Almamune

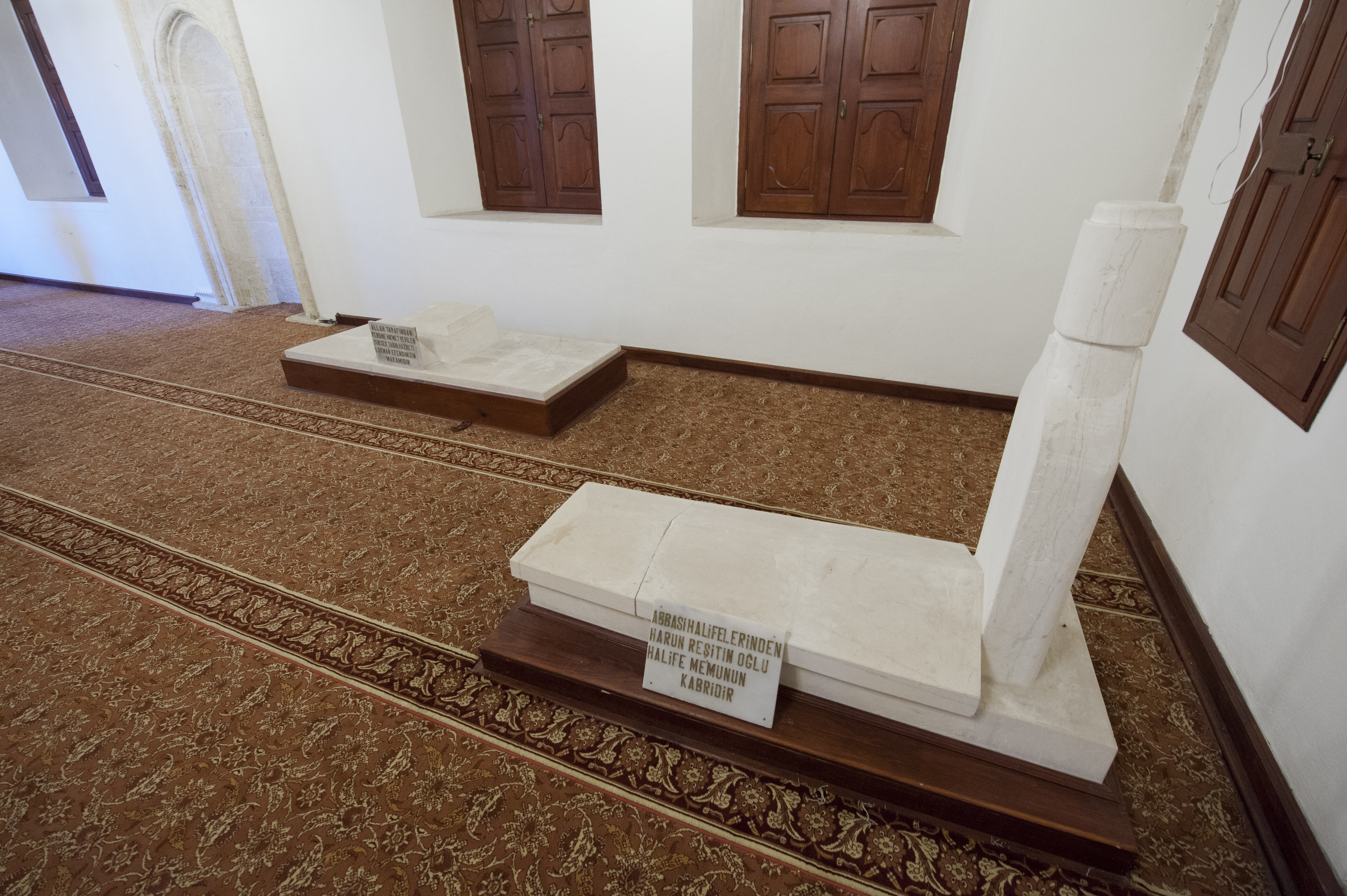
A sepultura de Almamune, Tarso, Turquia

Após o assassinato de Alamim em 27 de setembro de 813 (26 anos) e a chegada ao poder de Almamune, o califa enfrentou muitas crises. O assassinato de Alamim foi a primeira vez que o califa abássida foi derrubado violentamente, e isso foi algo que, sem dúvida, abalou a credibilidade da instituição real abássida e mudou a atitude da sociedade islâmica e iraniana. Por outro lado, longe de trazer estabilidade, a conquista de Baguedade por Tair inaugurou uma nova fase de turbulência, quando facções locais assumiram o controle da cidade e depuseram Haçane ibne Sal, o novo governador do Iraque. Uma insurgência no sul do Iraque, liderada por um ex-comandante do Exército, Abu Açaraia, aumentou o caos. A extensão dessas revoltas e rebeliões aterrorizou Al-Almamune e o forçou a suprimi-las com todas as suas forças.

##### Convite de Almamune do imame Arrida ao Coração
Imediatamente após formar o governo, Almamune enfrentou uma situação muito complicada. Por um lado, após o assassinato de seu irmão Alamim, muitos abássidas se levantaram contra ele e até juraram fidelidade a seu tio Ibraim ibne Mádi em Baguedade e o elegeram califa. Por outro lado, devido ao poder dos alauítas e suas muitas rebeliões em todas as partes do mundo islâmico, especialmente no Irã, que era o centro do califado de Almamune, Almamune e seus assessores foram forçados a usar um método para acalmar a situação e afastar o perigo dos alauítas, especialmente o perigo que ele sentiu do imame Reza. apresentado de forma mais elegante que os califas anteriores, embora esse método não fosse inédito, mas era melhor em termos de relações públicas. Como resultado, muitos califas subsequentes adotaram métodos semelhantes para fortalecer seu governo.
Almamune decidiu levar o imame Reza para Marve, o centro administrativo de seu governo, e expressar sua amizade e afeto por ele. Seu propósito interno deste trabalho era monitorar o imame e suas atividades, bem como outros propósitos como: 
As razões e objetivos mais importantes de Almamune para tal decisão são os seguintes:
1. A sensação de segurança do perigo que o ameaçava pessoalmente do imame Reza. No caso do príncipe herdeiro, ele não podia mais convidar o povo para tumulto ou qualquer outro movimento contra o governo.
2. Controlar e limitar a relação entre alauítas e imame Reza.
3. Prevenir a rebelião alauíta, que era o perigo mais importante para o governo abássida naquela época. Claro que aconteceu, e após a sucessão do imame Reza, quase não houve rebelião dos alauítas.
4. Dessa forma, ele pode obter dos alauítas a confissão de que o governo abássida é legítimo. O próprio Almamune disse isso claramente: "Nós o nomeamos como nosso melhor príncipe herdeiro para que ele reconhecesse o califado para mim".
5. Ao envolver o líder dos xiitas em assuntos mundanos e governamentais, ele reduzirá sua santidade e credibilidade entre seus seguidores.[17][18]

##### Viajar para Marve
Em 200/815-16, o califa Almamune escreveu convidando Ali Arrida para vir a Marve. O imame inicialmente não aceitou o convite de Almamune, mas Almamune continuou insistindo. Muitas cartas trocaram de mãos, até que imame Arrida finalmente aceita viajar para Marve.
De acordo com recursos xiitas, o imame Arrida mostrou abertamente seu descontentamento com a viagem. No dia em que deveria partir de Medina, reuniu toda a sua família e pediu que chorassem por ele, dizendo: “Não voltarei mais para a minha família”. Macul Sistani narrou: “Nessa época, fui ao imame, deu minhas saudações e desejou-lhe boa viagem. Ele disse: "Macul, olhe para mim de perto; vou ser separado do meu avô e morrerei sozinho e serei enterrado ao lado de Harune". Almamune enviou Raja ibne Abi Zaaque, primo do vizir Alfadle ibne Sal, e o eunuco Fernas para acompanhá-lo em sua viagem. Fontes xiitas nomeiam no lugar de Fernas o eunuco Iácer, que mais tarde aparece no serviço pessoal do imame. Ele partiu para Marve no início de 201/final do verão de 816. Sua rota de viagem era, segundo a maioria das fontes, via Baçorá, Avaz e Fars; isso era natural, já que Baguedade e Cufa nessa época estavam nas mãos de rebeldes. A afirmação de Iacubi de que Raja viajou por Baguedade e Neavande (Ma Albaçorá) é, portanto, errônea. É certo que o imame não passou por Qom. Essa rota de viagem provavelmente foi escolhida para que a caravana não passasse por Jabal, Cufa, Quermanxá e Cum, que eram conhecidas como cidades xiitas. Ele visitou Nixapur, onde os proeminentes tradicionalistas sunitas como ibne Rauia, Iáia ibne Iáia, Maomé ibne Rafe, e Amade ibne Harbe saiu para encontrá-lo, e ele ficou algum tempo na cidade.
De acordo com relatos históricos, a caravana do imame Reza chegou a Marve no dia 10 de Xaual. Antes que o imame chegasse à cidade, Almamune, Alfadle ibne Sal e um grande grupo de nobres da corte foram recebê-lo. Ele entrou na cidade com grande respeito. Por ordem de Almamune, todos os meios de conforto e descanso do imame foram fornecidos.

##### Nomeação como herdeiro aparente (817 CE)

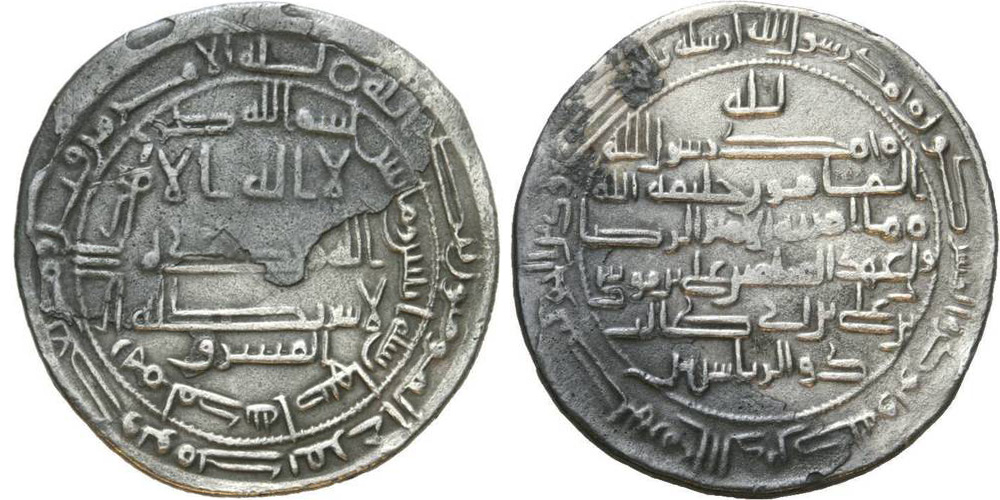
Uma moeda pertencente à época de Almamune, na qual o nome de Ali ibne Muça Arriza está gravado como sucessor.

De acordo com alguns relatos xiitas como Xaique Açaduque em seu livro Uyun Akhbar Al-Ridha, Almamune inicialmente propôs renunciar ao califado em favor dele. O imame resistiu às suas propostas por cerca de dois meses. Alfadle ibne Sal mais tarde mencionou este evento com espanto. Ele disse: “Eu nunca vi o califado tão inútil e abjeto como naquele dia. Almamune tentaria transformar o califado em Ali ibne Muça e ele o rejeitaria totalmente." Depois disso, Almamune ofereceu-lhe a sucessão, mas Ali ibne Muça Reza não aceitou esta oferta e resistiu. Mas, no final, ele relutantemente aceitou essa oferta com a condição de não interferir nos assuntos do governo.  De acordo com fontes xiitas como Xaique Açaduque, Almamune falou violentamente com o imame e até o ameaçou de morte. Ele disse: "Você sempre se move contra meus desejos e se considera seguro de mim. Por Deus, se você não aceitar esta oferta, eu vou forçá-lo a fazê-lo, e se você não obedecer novamente, eu vou te matar."
Além do ponto de vista xiita, algumas fontes sunitas também mencionaram a compulsão de Ali ibne Muça a aceitar a sucessão, entre eles está o hanafita Cunduzi em Yanabi al-Muwadda, que relatou: "Ali ibne Muça Reza aceitou a sucessão com lágrimas e tristeza." Ali ibne Muça finalmente aceitou a sugestão de Almamune e disse: "Aceito a sucessão com a condição de que nunca terei autoridade sobre assuntos de Estado e que não terei mediação em questões de eleição e destituição de governadores, juízes ou jurisprudentes."
A bayʿa dos dignitários e líderes do exército em Marve para o herdeiro aparente ocorreu de acordo com Tabari em 2 de Ramadã 201/23 de março de 817, de acordo com Alçuli em 5 de Ramadã/27 de março. O primeiro a jurar lealdade a Reza, que estava vestido de verde, foi o filho menor de Almamune, Abas. Depois dele, Alfadle ibne Sal, o grão-vizir de Almamune, Iáia ibne Aquetão, o estudioso da corte, e depois Abedalá ibne Tair, o comandante do exército, todos fizeram sua promessa. Então, os abássidas e outros notáveis começaram a se apresentar e fazer sua promessa ao imame. Entre os poetas que ofereceram seus elogios a ele nesta ocasião estavam Ibraim ibne Abas e Debel Cozaei. Ambos usavam 10 mil dos dirrãs recém-cunhados com o nome do álida. Abássidas e álidas então se revezaram em receber presentes, o primeiro liderado por Abas ibne Almamune, o último por Maomé ibne Jafar. E o califa teve o nome do imame incluído com o seu nas moedas de ouro e prata. A inscrição nestas moedas é bem digna de nota: "O Rei de Deus e da Fé, Almamune, Amir e Califa dos Fiéis, e Arrida, imame dos muçulmanos."
Após a cerimônia, em 7 de Ramadã/30 de março, uma carta oficial do califa anunciando a nomeação foi redigida para ser lida nas mesquitas de todo o império. Almamune deu ordens para que o nome do príncipe herdeiro fosse incluído no cutba em todos os lugares e que a cor dos uniformes, roupas oficiais e bandeiras fossem alteradas de preto, a cor oficial abássida, para verde. A cor verde não havia sido previamente associada aos álidas e provavelmente pretendia significar uma reconciliação entre abássidas e álidas, em vez de uma rendição às reivindicações deste último.
A questão da sucessão do imame foi naturalmente motivo de muita alegria entre seus seguidores e amigos, mas ele próprio expressou tristeza pelo assunto. Quando o imame viu um homem que mostrava muita felicidade pela sucessão, ele disse em resposta: "Não leve esse assunto a sério e não fique feliz com isso, pois não vai durar.”
A extraordinária decisão do califa, que imediatamente suscitou forte oposição, especialmente entre os abássidas, foi amplamente atribuída, mesmo em Coração, à influência do vizir persa Alfadle ibne Sal. De acordo com Donaldson, essa ação importante foi, naturalmente, relatada ao partido árabe em Baguedade, que há muito estava mal disposto em relação a Almamune. Os descendentes da família no Iraque perceberam que com essa nomeação a principal autoridade do império muito provavelmente seria tirada deles. Eles se reuniram, portanto, e proclamaram que por assim legar o califado após sua morte ao imame Arrida, que não era de sua família imediata, o próprio Almamune foi declarado deposto, e eles juraram fidelidade a Ibraim ibne Mádi, que era o tio de Almamune, como seu novo califa Esta proclamação ocorreu no quinto de Moarrão, no ano 202 a.h.

##### Era de sucessão
De acordo com Madelung as relações entre Almamune e Reza em Marve eram próximas; Reza teria ficado em uma casa ao lado da residência do califa, e eles parecem ter se visitado diariamente. Almamune evidentemente desejava que Reza participasse imediatamente da regra e de todo cerimonial oficial. Reza, no entanto, teria estipulado que não participaria dos negócios do estado. Ele recebeu sua própria força policial (xorate) e guarda (haras) sob comandantes pertencentes aos leais coraçanes de Almamune, bem como um camareiro (hájibe) e um secretário (cátibe). O califa confiou em seu julgamento em questões religiosas e organizou debates entre ele e estudiosos muçulmanos, bem como os líderes de outras comunidades religiosas. No início do ano 202/final do verão de 817, os laços entre o califa e Reza foram ainda mais fortalecidos quando os casamentos foram contraídos entre Reza e a filha de Almamune, Um Habibe, entre o filho de Reza, Maomé (que tinha apenas seis anos e permaneceu em Medina ) e a filha de Almamune, Om Alfadle.
As relações de Reza com Alfadle ibne Sal aparentemente nunca foram boas. De acordo com vários relatos, o vizir estava escondendo de Almamune a seriedade da oposição no Iraque e foi Reza quem abriu seus olhos para isso e instou-o a retornar a Baguedade para restaurar a paz com sua presença. A avaliação de Reza da situação sendo apoiada por vários chefes do exército, Almamune decidiu partir para o Iraque. Alfadle ibne Sal, cujo objetivo era manter a capital no leste, ofereceu sua renúncia, apontando o ódio extremo dos abássidas em Baguedade por ele pessoalmente e pediu ao califa que o deixasse como governador em Coração. Almamune novamente assegurou-lhe sua total confiança e pediu-lhe que escrevesse outra carta em nome do califa confirmando seus privilégios excepcionais.

##### Almamune decide voltar para Baguedade
Por muito tempo Almamune refletiu sobre retornar a Baguedade, a capital de seus antepassados, mas dois fatores o impediram de realizar: a existência de Ali, seu herdeiro aparente, contra quem a família abássida nutria ódio; e a existência de seu ministro, Alfadle ibne Sal. Os abássidas ficaram indignados com Alfadle, pois pensaram que foi ele quem incitou Almamune a confiar a regência ao imame. Alfadle por assassiná-los, para que pudesse ficar livre de preocupações, agradar os abássidas, e livrar-se de sua ira e vingança.

## Imamado
O imamado tem sido uma crença islâmica fundamental desde o início da era islâmica. Ele dividiu a Ummah Islâmica (nação) em dois grupos; os sunitas e os xiitas, cada um com diferentes definições de imamado. Abederramão Laiji, um estudioso sunita, define imamado como: imamado não é um fundamento islâmico para nós; pelo contrário, é um dos mandamentos obrigatórios, ao contrário dos xiitas que o consideram um princípio islâmico. Alguns definiram imamado como a liderança do público em questões mundanas e religiosas. No entanto, uma definição melhor disso é o califado do profeta Muhammad ao estabelecer a religião e manter a unidade dos muçulmanos. Obedecer a tal califa é então obrigatório para todos os muçulmanos. Como é claro, os muçulmanos sunitas consideram o imamado uma posição mundana e um fundamento islâmico. Eles consideram a necessidade de nomear imame uma questão jurisprudencial e nomeá-lo o dever da Ummah Islâmica, ao contrário dos xiitas, que conhecem o imamado como um fundamental islâmico, após a Profecia. Os xiitas definem imamado como sucessão e califado do Mensageiro de Allah em todos os deveres e níveis proféticos, exceto relação com o mundo invisível e recebimento de revelação, que são apenas para os profetas.
O imame Muça cuidou muito bem do imamado de seu filho, pois ele queria refutar aqueles que acreditavam apenas em seu imamado, abolir seus vagos erros e alertar os muçulmanos contra eles. imame Muça nomeou seu filho Arrida como um administrador testamentário depois dele. Ele confiou a ele dois mandamentos que incluíam sua autoridade sobre suas investiduras, sua representação em seu nome sobre seus assuntos particulares e gerais, sua obrigatoriedade de seus filhos cederem aos seus comandos. Suas outras ações incluíram cartas confirmando o imamado de Ali ibne Muça após sua morte. A este respeito, Saduque, um estudioso xiita, menciona duas cartas nas quais Muça AlAlcacim legou o imamado de Ali ibne Muça em Aium Aquebar Arreza. Curaixi, um historiador xiita, também listou treze narrações sobre o assunto de especificar o imamado de Ali ibne Muça, citando Muça Alcacim. Alguns dos companheiros do imame AlAlcacim que confirmaram o imamado de Ali Arreza são: Maomé ibne Ismail Alhaxemi, Ali ibne Iaquetim, Naim ibne Cabus, Solimameo ibne Hafes e Maomé ibne Sinã.

### Desafio uaquifita
Outro exemplo dos eventos que ocorreram no tempo do imame Arrida, e que o incomodaram muito, foi que o credo dos uaquifitas se espalhou entre as classes dos xiitas. Os uaquifitas sustentavam que imame Muça ibne Jafar estava vivo, não morreu e nunca morreria, que ele foi elevado ao céu assim como Cristo foi elevado. Eles alegaram que aquele que estava na prisão de Alcindi não era imame Muça, mas as pessoas imaginavam que ele estava na prisão. Quanto à razão das doutrinas dos uaquifitas, é que quando imame Alcacim estava na prisão de Harune Arraxide, nomeou alguns agentes em seu nome para coletar os direitos legais que tinha vindo a ele de seus xiitas, então alguns agentes reuniram muitos fundos, por exemplo, Ziade ibne Maruane Alcandi recolheu setenta mil dinares, e Ali ibne Abu Hâmeza reuniu trinta mil dinares.
Quando o imame morreu, eles jantaram sua morte e compraram propriedades rurais e casas pelo dinheiro que tinham. Quando imame Arrida exigiu que eles lhe entregassem o dinheiro, eles negaram a morte de seu pai e se recusaram a entregá-lo a ele. imame Arrida, condenou os uaquifitas por seus credos. Um de seus seguidores (xiitas) escreveu para ele e perguntou sobre eles, e ele respondeu: "O uaquifita se desviou da Verdadeira Religião e persistiu em sua ação maligna. Se ele morrer por isso, então sua morada é inferno; e o mal é o recurso". Um xiita perguntou ao imame Arrida se era permitido que ele pagasse zakāt (esmolas) aos uaquifitas, e ele o impediu disso, dizendo: "Eles (os uaquifitas) são" [incrédulos, politeístas e hipócritas.

### Companheiros, discípulos e representantes
imame Arrida, foi, em seu tempo, o gigante do pensamento islâmico e a pessoa mais culta da face da terra, como disse al-Mamun. Ele forneceu ao mundo islâmico todos os elementos de progresso e renascimento. Ele empregou a Mesquita Profética, como um instituto para suas aulas e palestras. Os eruditos religiosos, os narradores e os estudiosos de jurisprudência o cercaram, quando ele tinha vinte e poucos anos. Eles registraram seus veredictos, seus maravilhosos ditos sábios e artes.
A lista de Companheiros do imame Arrida contém pessoas mencionadas em fontes xiitas como vice do imame Arrida ou estudantes ou transmissores de seus hádices. Em seu Rijal, Xeique de Tus mencionou 320 pessoas sob "Axabe Abi Haçane Atani Ali ibne Muça Arrida". Dos estudiosos mais recentes, Atarudi mencionou 321 pessoas em seu Musnad al-Arrida, e Coraixi mencionou 367 pessoas em seu Hayat al-imame 'Ali ibn Muça Arrida. Maomé Mádi Najafe, o autor de al-Jami' lil-ruwat wa ashab al-Arrida, mencionou 831 pessoas de diferentes fontes xiitas como transmissores de hádices e companheiros de imame Arrida.[carece de fontes?]
Os eruditos religiosos encontraram em suas tradições conhecimentos semelhantes aos de seu avô, o Mensageiro; eles vieram a saber que ele era como seus antepassados, os pioneiros do renascimento cultural e científico no mundo do Islã.
Os eruditos religiosos cuidaram muito bem de suas tradições na medida em que quando ele passou por Nixapur (Irã), eles se reuniram em torno dele. Seu número era de mais de vinte mil pessoas. Eles seguraram potes de tinta e pediram que ele relatasse a eles as tradições de seu pai, o Mensageiro de Alá, que Alá abençoe ele e sua família. Ele narrou para eles a tradição chamada hádice Aldaabi (a Tradição Dourada).
Como a tradição era de grande importância, um dos Emires samânidas ordenou que fosse escrita em ouro e fosse enterrada com ele. Alguns alunos de seu avô, imame Açadique, e de seu pai, imame Muça, narraram (tradições) sob sua autoridade. Um grupo de eruditos religiosos que coincidiam com ele também narrou dele.

#### Entre seus alunos e companheiros mais famosos estão
1. Ibraim ibne Alabás; o grande e inspirado poeta. Ele recebeu o cúnia de Abu Ixaque. Ele foi o poeta mais brilhante de seu tempo e o melhor de todos os poetas em mostrar amizade e amor aos imames dos membros da Casa (ahl al-Bayt). Havia laços estreitos entre ele e o imame Arrida. Ibraim morreu em Samara em Xabã 15, no ano 243 A.H.
2. Amade ibne Maomé ibne Abi Nácer Albazanti; (b.152/769 - d.221/836), um dos primeiros estudiosos imamestas em Cufa, e companheiro dos imames Alcazim, Arrida e Aljauade.
3. Haçane ibne Mabube; (d. 224/839), foi companheiro dos imames Alcazim, Arrida e Aljauade. Ele é uma das grandes figuras em hádice e fiqh. Seu nome aparece nas cadeias de transmissão de muitos hádices.
4.Maomé ibne Abi Omair; (d. 217/832-3) conhecido como ibne Abi Omair. Era de grande importância e tinha uma posição elevada com os xiitas e os sunitas. Maomé ibne Abi Omair escreveu muitos livros. Ibne Bata mencionou que compilou noventa e quatro livros.
5. Safuane ibne Iáia Albajali; Seu cúnia é Abu Mohammed. Ele era de Cufa. Ele vendia tecidos finos (sabiri). Ele é muito verdadeiro. Ele era o agente do imames Arrida e Aljauade.
6. Iunus ibne Abederramão. estava entre os líderes xiitas e um de seus homens eminentes. Narrou sob a autoridade dos imames Alcazim e Arrida. Era o agente de Arrida e entre seus companheiros próximos. Compilou um grande grupo de livros, a maioria dos quais é sobre jurisprudência e alguns dos quais sobre interpretação corânica. Morreu em Medina e foi enterrado ao lado do túmulo do Profeta. Arrida elogiou-o, dizendo: "Veja o que Alá completou para Iunus: Seu túmulo está em Medina perto (do túmulo do) Mensageiro de Alá".
7. Ali ibne Maziar Alauazi; seu cúnia era Alboácem. Era originalmente de Dauraque. Foi um dos principais estudiosos e juristas e estava entre as pessoas piedosas e adoradoras. Escreveu um grupo de livros, a maioria deles sobre jurisprudência islâmica.
8. Hamade ibne Issa; seu cúnia é Abu Maomé Aljuni. Era originalmente de Cufa e vivia em Baçorá. É confiável e muito verdadeiro em sua tradição.
9. Dibil Alcazai; É um dos maiores poetas dos primeiros séculos islâmicos. Sacrificou sua vida por Alá, se opôs aos líderes da opressão e da tirania, apoiou os imames e lutou bravamente em seu caminho. Por isso, estava sujeito ao desagrado dos califas abássidas e sua vingança. Escreveu alguns livros que mostram suas habilidades científicas.
10. Zacaria ibne Adão; Abedalá ibne Sade Alaxari Alcumi. É confiável e grande com grande posição. Foi de grande importância com o imame Arrida.

## Morte ou assassinato
Seis meses após a renúncia de Alfadle ibne Sal do ministério, enquanto Almamune se movia lentamente para o oeste com sua corte, o vizir foi assassinado em Sarakhs por vários oficiais do exército, em 2 Xabã 202/12 de fevereiro de 818. O califa ordenou sua execução, enquanto eles alegou ter agido sob sua ordem. Quando ele chegou a Tus, Reza adoeceu e morreu depois de alguns dias, de acordo com os relatos mais confiáveis no último dia de Safar, 203/setembro de 818. Outras datas mencionadas variam de Safar, 202/setembro de 817 a Dulcada, 203/maio de 819. O califa perguntou a um grupo de parentes álidas de Reza, incluindo seu tio Maomé ibne Jafar, para examinar seu corpo a fim de ter seu testemunho de que ele havia morrido de morte natural e ordenou que ele fosse enterrado ao lado do túmulo de seu próprio pai, Harune Arraxide, na casa de Homaide ibne Cataba em Sanabade perto de Naucã. Ele demonstrou extrema tristeza e é relatado que andou de cabeça descoberta no cortejo fúnebre e permaneceu no túmulo por três dias. No entanto, a maioria das fontes o acusa de ter envenenado Reza. A morte súbita tanto do vizir quanto do herdeiro aparente, cuja presença teria tornado virtualmente impossível qualquer reconciliação com a poderosa oposição abássida em Baguedade, deve de fato despertar fortes suspeitas de que Almamune teve participação nas mortes. Isso não significa que sua dor pelo álida, por quem ele parece ter um profundo senso de veneração e apego, não fosse sincera. Mas, como em outras ocasiões em seu reinado, o cálculo político frio parece ter superado seus sentimentos e ideais pessoais.
A maioria das fontes xiitas considera que a causa da doença que levou à morte de Ali ibne Muça Reza foi envenenada e reconhece o papel de Almamune. Porque ele havia matado um grupo de anciãos de seu tempo dessa maneira por medo deles. Almamune cometeu este crime para se livrar do imame, pois sua reputação se espalhou por todo o mundo islâmico, as provas de seu imamado eram claras, os muçulmanos o amavam, tinha altos traços morais e maneiras exaltadas, apegou-se a Alá.
Iacubi, que dá o ponto de vista xiita, diz que "sua doença não durou mais de três dias, e foi relatado que Ali ibne Hixame havia lhe dado uma romã que foi envenenada". Ibne Babauaii relata várias razões que foram atribuídas a Almamune por envenenar o imame Arrida, e mostra também as circunstâncias em que se diz que Arrida designou seu filho Muhammad como seu sucessor no imamado.

## Enterro e túmulo
Arrida morreu na aldeia chamada Naugaum, no início do ano 203 a.h. e foi enterrado longe de Medina, a casa de seus antepassados da casa do Profeta. Em Sanabade, a cerca de uma milha da aldeia onde morreu, colocaram-no numa sepultura dentro do túmulo do mais célebre dos califas abássidas; pois foi nesse mesmo jardim que Almamune enterrou seu pai Harune Arraxide dez anos antes. Neste momento, em seu longo retorno a Baguedade, ele permaneceu no mesmo lugar e ofereceu a oração fúnebre para o imame que ele esperava tornar um califa.
De acordo com Xaique Saduque, um estudioso xiita, Reza, em sua viagem de volta de Merve, quando entrou em Sanabade e no túmulo de Harune, disse a Hartama ibne Aiane que ele foi enterrado na cabeça de Harune. Então ele revelou a intenção de Almamune de enterrar seu corpo ao lado de Harune e garantiu a Hartama que o chão abaixo dos pés de Harune e atrás da cabeça de Harune não se dividiria devido à dificuldade e Almamune é forçado a enterrá-lo em cima da cabeça de Harune. De acordo com outra narração do Xeique Saduque, em Ayun Akhbar al-Reza, citando Hartama, depois que ele foi envenenado, seu filho, Muhammad bin Ali, que estava em Medina antes disso, milagrosamente veio ao Coração e viu seu pai antes de sua morte. e banhou e envolveu seu pai.
Almamune escondeu a morte do imame, por um dia e uma noite. Ordenou que suas forças de segurança e suas forças militares se preparassem para cada emergência. As pessoas escoltaram o corpo do imame de uma maneira que Coração nunca havia testemunhado ao longo de sua história. Pois todos os departamentos oficiais e lojas comerciais foram fechados, e todas as classes de pessoas correram para escoltar o corpo sagrado do imame; eles estavam chorando ou em silêncio. Bandeiras negras foram hasteadas; lágrimas escorriam abundantemente; e o choro tornou-se alto em todos os lugares para o falecido imame, que era como um abrigo para eles. Almamune estava na frente do caixão enquanto ele estava descalço e com a cabeça, e atrás dele estavam os estadistas de alto escalão e os comandantes militares.

### Santuário

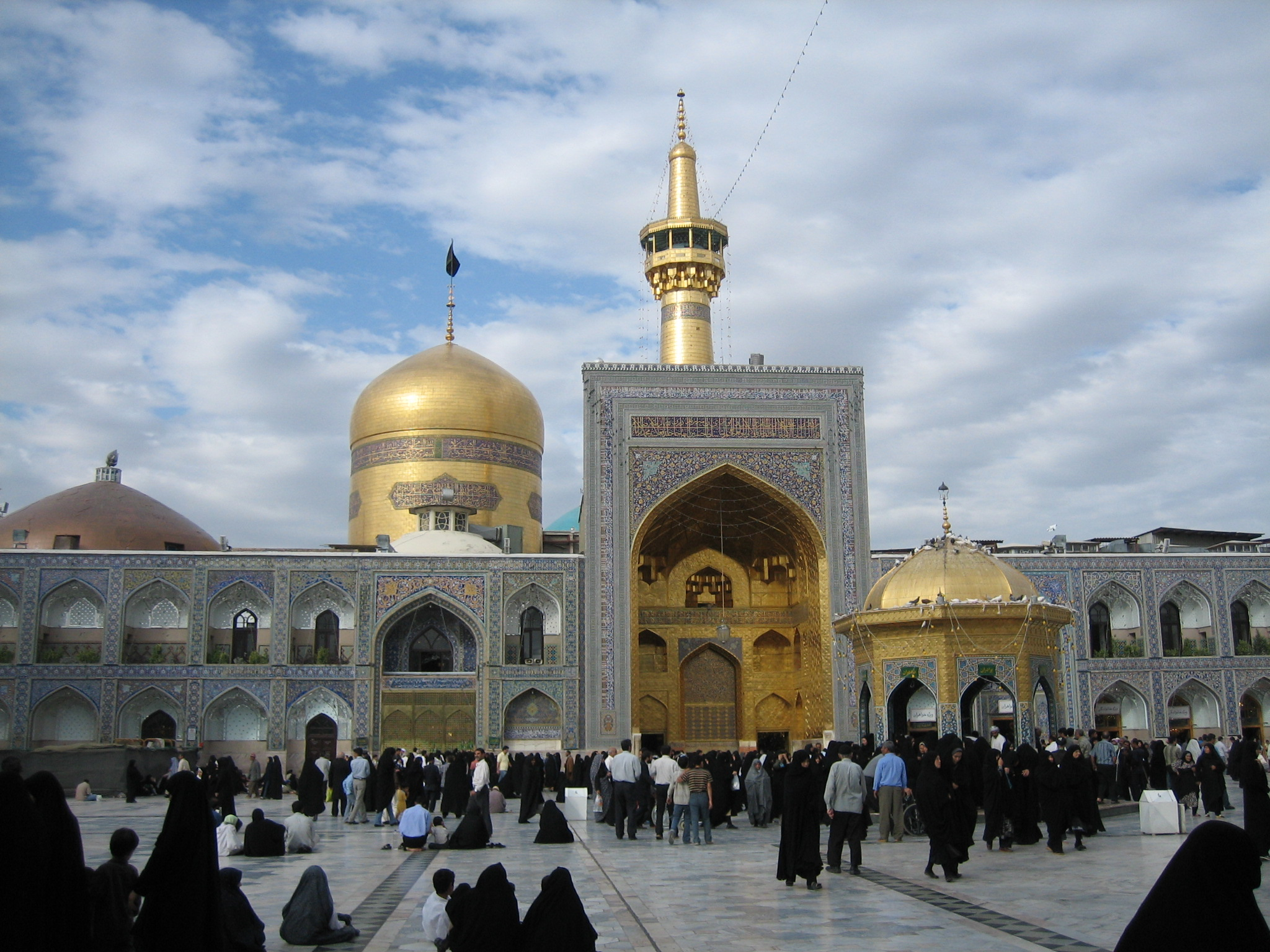
O Santuário do imame Reza em Mexede é o maior lugar santo xiita e um dos mais visitados pelos fiéis xiitas.

Foi no início do século IX da era cristã que Arrida morreu em Tus. Tus era naquela época o nome de um distrito e não de uma cidade em particular. Suas duas principais cidades eram Naugawn e Tabaran. Foi em Naugawn, portanto, que tanto Harune Arraxide quanto o Arrida morreram. Quando Harune Arraxide chegou a Tus, ele parou para passar a noite na casa de Hamide ibne Gutbai, que era o governador do distrito e que tinha uma casa e jardim em Sanabade, a uma milha de Naugawn. Como ele havia solicitado, ele foi enterrado em um quarto desta casa, e seu filho, Almamune, ordenou que uma tumba fosse construída acima de seu túmulo. Assim, quando o Arrida morreu na mesma cidade de Naugawn, e foi enterrado no mesmo túmulo.
No século X, observamos que o bairro adjacente de Tabaran tinha uma fortaleza "que era um edifício enorme, 'visível de longe', como escreve Mukaddasi, e os mercados desta cidade eram bem abastecidos". época "as tumbas vizinhas de Sanabadh já estavam no século IV (X) cercadas por uma muralha fortemente fortificada, e o santuário, como relata Ibn Hawkal, estava constantemente lotado de devotos. Um mesque fora construído perto da tumba do Arrida, pelo emir Amid-ad-Dawlah, do que, diz Mukaddasi, "não há nada melhor em todo Khorasan".
mas destruído logo após sua conclusão pelo Amir Sabuktagin por causa de sua oposição determinada aos xiitas. Mas no início do século XI, diz-se que o sultão Mahmud, filho de Sabuktagin, criou um edifício com uma cúpula alta. mas este segundo edifício também foi logo destruído pelas tribos e ladrões turcos. No século XII, no reinado do Sultão Sanjar, Seljuki, um homem chamado Abu Tahir Kumi, restaurou o prédio, seja com seus fundos pessoais ou às custas do sultão.
Mas antes que essa nova estrutura permanecesse por cem anos, ela foi seriamente danificada, embora não destruída, na época da invasão dos mongóis em 1220 dC. Houve, no entanto, uma restauração e reconstrução do santuário no início do século XIV. no governo do sultão Muhammad Uljaytu, que foi o primeiro do partido xiita dos mongóis. o viajante Ibn Batutah visitou o santuário reconstruído alguns anos depois, no século XIV (1333 d.C.), e relata que encontrou Mashhad uma cidade grande e bem povoada, repleta de frutas" Sobre o túmulo, ele escreveu: ' "é uma grande cúpula, adornada com uma cobertura de seda e castiçais dourados. Sob a cúpula, e em frente ao túmulo de ar Rida, está o túmulo do califa Harune Arraxide."
no entanto, apenas alguns anos se passaram até que, nos ataques devastadores de Timur Lang (Timur, o Coxo), que começaram em Khorasan em 1380 dC, tanto Tus quanto Mashhadd novamente sofreram severamente. Felizmente, o filho de Timurs, Shah Rukh, foi nomeado governador de Khorasan e ocupou-se imediatamente com a tarefa de reabilitação. Foi a esposa de Shah Rukh quem forneceu o dinheiro para construir adjacente ao santuário uma magnífica mesquita, que ainda é conhecida por seu nome, Masjid-i-Gauhar Shad, e tem sido chamada de "a mesquita mais nobre da Ásia Central".
Shah Sulaiman safawi foi capaz de cobrir com ouro a cúpula, ornamentá-la e colocá-la em completo reparo, quando foi ferido por um forte terremoto neste local no ano de 1084/1673, mas a data desse reparo, quando completo, foi em 1086/1675. Uma inscrição na porta que leva à mesquita do pórtico dourado indica que Shah Sulaiman consertou o Masjid-i-Gauhar Shad ao mesmo tempo. No século XVIII, Nadir Shah também consertou a cúpula dourada e fez outros presentes substanciais ao Santuário. As principais doações feitas pelos Xás da dinastia Kajar foram a Sala de Recepção e o Pórtico Dourado, que foram doados por Fath Ali Shah, e posteriormente melhorados e ornamentados por Nasird-Din Shah, no ano de 1250/1848. Durante o reinado de Pahlavi, a maioria dos esforços concentrou-se na reconstrução, restauração e alteração dos usos de diferentes partes do santuário. Após a revolução iraniana de 1974, vários projetos foram implementados no desenvolvimento do santuário, e a maior quantidade de desenvolvimento foi relacionada a esse período.

### Idade do imame
Os historiadores divergiram sobre a idade do imame que estava cheio de feitos e excelências louváveis. A seguir, algumas de suas declarações a respeito: 1. 47 anos. 2. 48 anos. 3. 49 anos. 4. 50 anos. 5. 51 anos. 6. 55 anos. 7. 57 anos e 49 dias ou 79 dias. Essa diferença resultou da diferença na data de seu nascimento. Alçaíde Alamim pensa que esta diferença resultou de considerar o ano incompleto como completo.

## Família

### Esposas
Segundo algumas fontes, o Arrida se casou duas vezes em sua vida. Sua primeira esposa uma serva que deu à luz imame Aljauade. Quanto ao nome da mãe do imame Aljauade, os historiadores discordam, e cada grupo diz algo diferente. Aqui estão alguns dos relatos dos historiadores:
1. Seu nome era al-Khayzuran. imame ar-Ridha' a nomeou assim quando seu nome real era Durrah.
2. Seu nome era Sukaynah al-Nawbiyyah, ou al-Muraysiyyah, como foi dito pelos historiadores. Foi dito que sua linhagem pertencia a Maria al-Qubtiyyah, esposa do profeta Muhammad.
3. Seu nome era Rayhanah.
4. Seu nome era Sabeeka.
Algumas fontes da história negligenciam a menção do nome dela e apenas a chamam de “Umm Walad”. De qualquer forma, não é de grande importância saber qual era o nome real dela. De maior interesse é sua história de vida; no entanto, infelizmente, as fontes em questão não mencionaram nada sobre sua vida.
Em algumas fontes históricas, é relatado que o Arrida teve outra esposa ao lado de Sabika; que Almamune sugeriu ao Arrida se casar com Um Habibe, filha de Almamune, e o imame aceitou. Al-Tabari mencionou este casamento nos eventos de 202/817-818. Dizem que o objetivo que motivou Almamune a fazer essa proposta ao imame foi buscar maior proximidade com o Arrida e obter mais informações sobre seus planos de dentro de sua casa.

### Crianças
Os historiadores e estudiosos de hadith estão divididos sobre o número de filhos do Arrida; muitos, como Xeique Almufide e ibne Xaraxube, consideram o imame Aljauade como o único filho do Arrida, mas alguns assumem que ele teve outros filhos, incluindo uma filha chamada Fátima. No entanto, algumas tradições confirmaram que o imame teve apenas um filho. Um homem chamado Hanane ibne Sudair disse, eu disse ao Arrida: "Um imame ficaria sem filho ou sucessor?" Sua santidade respondeu: "Não, e saiba que não haveria mais de um filho para mim, mas Deus lhe concederá muitos filhos".

## Sucessão
Problemas teóricos surgiram, quando 'Ali Arrida morreu e deixou um filho, Maomé Aljauade, que estava em seu sétimo ano. Durante a vida de Ali Arrida circularam rumores de que Maomé era seu adotivo, não natural, essa incerteza foi agravada por questões sobre sua juventude e o estado de seu conhecimento quando sucedeu seu pai como imame.
A perspectiva de um imame não adulto trouxe confusão generalizada (ḥayra) na comunidade, e houve um amplo debate sobre se a idade adulta era uma condição necessária para o imamado. Aqueles não imames que fingiam apoiar Ali Arrida para ganhar o favor da corte abássida retornaram aos seus grupos originais, enquanto aqueles imames que achavam inconcebível que um menor pudesse ser o imame ou seguiram o irmão de Ali Arrida, Amade ibne Muça (o Amadia) ou adotou a crença de que o imamado terminou com Muça Alcazim (o Uaquifia).
Após a morte do imame Ali Arrida, oitenta de seus principais apoiadores se reuniram em Baguedade na casa de Abderramão ibne Alhajaje, um distinto companheiro dos imames Alçadique, Alcazim e Arrida. Lá eles decidiram que o filho de Arrida estava qualificado para ser o imame. Os partidários de Maomé Aljauade argumentaram que no Alcorão Jesus falou no berço e até recebeu revelação ainda criança e, como tal, não deveria haver objeção a um imame menor de idade. Ainda havia desacordo entre os Imams sobre se um imame não adulto era igual a um imame adulto em todos os aspectos, em particular se seu conhecimento era derivado de fontes comuns, como professores e livros, ou extraordinárias, como os anjos. . A posição que prevaleceu foi que tanto os imames adultos quanto os menores são iguais em todos os aspectos, incluindo a fonte sobrenatural de seu conhecimento.
Apesar disso, o fato de não existir outra alternativa clara tornou a transição relativamente indolor. Dificilmente alguém poderia desafiar a sucessão do filho único de um venerado chefe da Casa do Profeta que morreu no auge de sua popularidade. Soluções adequadas também foram encontradas para as questões sobre as qualificações de uma criança imame. Portanto, após um curto período de incerteza que a comunidade experimentou, o imamado de Maomé Aljauade foi aceito por quase todo o mainstream da comunidade do imamado.

## Aparência e características morais
Muitos historiadores disseram que o Arrida' era marrom ou marrom escuro. Dizia-se que ele era branco e de estatura média, e que era como seu avô, o Apóstolo de Alá. Como ele era como seu avô em suas características.
Todos que o viam o respeitavam. Um exemplo de sua solenidade era que quando ele se sentava com as pessoas ou cavalgava com elas, ninguém conseguia levantar a voz por causa de sua grande solenidade.
Sobre seus traços, Ibra'him b. al-'Abba disse: Ele nunca se afastou de ninguém; nem interrompeu ninguém; nem se recusou a fazer um favor que pudesse fazer a alguém; nem ele jamais esticou a perna diante de uma platéia; nem ele nunca se apoiou em algo enquanto seu companheiro não o fez; nem nunca chamou nenhum de seus servos ou atendentes de má fama; nem ele cuspiu ou caiu na gargalhada; em vez disso, sua risada era apenas um sorriso. Quando ele estava pronto para comer, ele sentou com ele todos os seus assistentes, incluindo o porteiro e o noivo. Dessa maneira, ensinou-lhes que não havia discriminação de cor entre os homens e que eles eram iguais. Ele dormia pouco à noite. Ele passou a maior parte de suas noites do começo ao fim (orando ou recitando o Alcorão). Ele fez caridade abundante, a maioria das quais foi em noites escuras.
E quando assumiu a regência, o cargo mais exaltado do Estado islâmico, não ordenou a nenhum de seus partidários e retentores que realizassem seus muitos negócios; em vez disso, ele mesmo as executou. Os narradores disseram: “Quando ele precisava tomar banho, ele odiava mandar alguém preparar o banho para ele. Ele foi ao balneário público da cidade. O dono da casa de banho nunca pensou que o deputado (de Almamune) viria a uma casa de banho pública. Quando o imame entrou na casa de banho, havia um soldado nela. O soldado removeu o imame de seu lugar e ordenou que ele derramasse água em sua cabeça, e o imame o fez. Então, um homem que reconheceu o imame entrou na casa de banhos e gritou para o soldado, dizendo: ‘Você se arruinou! Por que você ordenou que o filho da filha do Mensageiro de Allah lhe fizesse uma massagem?” Então o soldado ficou extremamente envergonhado; ele se desculpou com ele, dizendo: 'Ó Filho do Mensageiro de Allah, por que você me obedeceu quando eu lhe ordenei?' No entanto, o imame sorriu para ele e disse a ele gentilmente. "É uma recompensa. Eu não queria te desobedecer no que eu fui recompensado."
Não havia nada mais amável com o imame do que fazer bondade aos homens, e especialmente aos pobres. É relatado que quando o imame estava em Khurasa'n, ele gastou com os pobres tudo o que tinha no Dia de 'Arafa, então Alfadle ibne Sal o criticou por isso, dizendo: “Certamente, isso é uma perda!” “Em vez disso, é um lucro”, respondeu o imame “você não causa dano quando gasta algo como recompensa e generosidade”.

## Posição científica
as condições especiais de qualquer imame, fizeram com que alguns deles tivessem mais chances de expor questões religiosas e expressar seu próprio conhecimento generalizado, como Ali, Albaquir, Alçadique e, claro, Arrida , em cuja época três acontecimentos importantes se desenrolaram de forma a fazê-lo transbordar seu conhecimento na sociedade islâmica.
Primeiro: o surgimento do problema de Waqifiyya e os equívocos que eles levantaram sobre o imamado do Arrida, levando o imame a orientar as pessoas a esse respeito com suas respostas profundas.
Segundo: a destruição dos barmécidas no quarto ano do imamado do Arrida, levando à eliminação de um dos mais importantes inimigos do imame no regime de Harune nas mãos de Harune, após o que uma chance relativamente boa foi fornecida ao Arrida na divulgação dos ensinamentos xiitas.
Terceiro: a questão da aparência do herdeiro do Arrida, que chamou a atenção para ele, e o abássida Almamune que tentou realizar reuniões científicas e sessões de debate; as mesmas sessões de debate e círculos levaram à familiarização com a eminência acadêmica do Arrida de tal forma que grandes estudiosos da época reconheceram seu amplo conhecimento e erudição.
Aba Salt Hirawi, um dos notáveis de seu tempo, disse: “Não vi ninguém mais instruído do que Ali ibne Muça Arrida; nenhum erudito viu sua santidade a menos que ele confirmasse este mesmo testemunho meu."
Em inúmeras sessões, Almamune reunia vários estudiosos de (várias) religiões, juristas da lei (islâmica) e teólogos - que debateram com o imame - e o santo imame derrotou todos eles de tal forma que todos eles reconheceram sua excelência moral e seu próprio desamparo.
Ibrahim b. ‘Abbas disse: “Nunca ouvi ninguém perguntar algo ao Arrida e ele não saberia a resposta. Não vi ninguém mais consciente do que ele da história do passado até o seu próprio tempo. Almamune o testava constantemente com várias perguntas e ele lhe dava respostas completas.”
Ibn al-Athir escreve: "Ele (Almamune) discerniu os descendentes de Banu al-Abbas e Banu Ali e não encontrou ninguém mais do que ele (Arrida) em realizações, piedade e conhecimento".
Al-Manaqib registra o seguinte: "Quando as pessoas disputaram a respeito de Abul-Hasan ar-Ridha', Muhammad ibn 'Isa al-Yaqtini disse: 'Eu coletei até dezoito mil de suas respostas às perguntas feitas a ele.' Um grupo de críticos, incluindo Abu Bakr o orador em seu Tarikh e al-Tha'labi em seu tafsir e al-Sam'ani em sua dissertação e em al-Mu'tazz em seu trabalho, além de outros, todos citaram hadith dele."
Al-Shaykh al-Saduq em Uyun Akhbar al-Ridha relatou que algumas das sessões que Almamune organizou eram tão magníficas e pomposas e tantos estudiosos de várias nacionalidades entre judeus, cristãos, sabeus, zoroastrianos e teólogos tinham reuniram que Hasan b. Muhammad Nawfili ficou apavorado e aconselhou o santo imame e disse: “Eles são pessoas de falácias e equívocos; cuidado com eles!” Arrida sorriu e disse: “Você tem medo de que me derrotem? Ó Nawfili! Você sabe quando Almamune vai se arrepender disso? Quando ele ouve meu raciocínio com o povo da Torá com referência à sua Torá, com o povo da Bíblia com referência à sua Bíblia, com o povo dos Salmos com referência aos seus Salmos, com os sabeus em sua língua hebraica, com os hirbads (zoroastristas) em sua língua persa, com os romanos em sua língua romana e com (outros) oradores eloqüentes em suas próprias línguas. Quando eu vencer todos eles e cada grupo for derrotado por minhas provas e argumentos e desistir de suas palavras e reconhecer a verdade de minhas palavras, então Almamune se arrependerá (realizando uma sessão), ... La hawla wa la quwwata illa bi'Allah al-'Ali al-'Azim (Não há poder nem força exceto em Allah, o Todo-Exaltado, o Todo-Poderoso).

### Debates
Almamune demonstrou grande interesse em ter obras sobre ciências intelectuais traduzidas para o árabe. Ele organizou encontros nos quais estudiosos de diferentes religiões e seitas, incluindo zoroastrianos, cristãos e judeus, reuniam e realizavam debates científicos e acadêmicos. O oitavo imame também participou dessas assembleias e se juntou às discussões com estudiosos de outras religiões. mas é lamentável que esses debates e discussões não tenham sido totalmente registrados nos livros de história e apenas pequenos resumos tenham sido preservados nas coleções de hadiths xiitas.
de acordo com Mahdi pishvaii, historiador xiita, a razão evidente por trás dessas sessões foi o estabelecimento do alto escalão e posição do Arrida em vários campos e ciências, tanto religiosos quanto outros. Apesar dessa razão evidente, havia também uma razão mais oculta que foi mencionada pelos pesquisadores, como:
1- A principal razão de Mamun por trás disso foi derrubar a posição e a posição do imame aos olhos das massas Além disso, aos olhos dos iranianos em particular, que eram muito ligados à família do Profeta.
2. mostrar que o imame é um homem de saber e um santuário para a nação em assuntos acadêmicos, mas que não tem nada a ver com política. Como resultado disso, Almamune iria gradualmente levantar um slogan de separação entre política (em essência, seu governo) e religião (a posição do imame).
3. Almamune organizou esses encontros intelectuais para que as pessoas que estavam cativadas e inclinadas ao imame participassem e depois falassem sobre a vitória do imame, deixando Almamune livre em suas intrigas políticas para fazer o que quisesse.
4. Apresentar-se como amante do conhecimento e do saber foi favorável ao seu governo.
Enquanto os debates do Arrida foram numerosos, os mais importantes estão listados abaixo. Esses debates foram narrados pelo Shaykh Saduq, em seu livro Uyun Akhbar Arrida. Estes debates seguem: 1- O debate com Jathliq 2. O debate com o Ras Jalut 3. O debate com Harbuz Akbar 4. O debate com Umran Sabi 5. O debate com Sulayman Marwazi 6. O debate com Ali ibn Muhammad ibn Jahm 7. O debate com os líderes de várias religiões em Basrah
De acordo com Donaldson A primeira conferência, quando o imame estava sentado ao lado de Almamune, levou a outras reuniões. Um deles foi dedicado à discussão da Unidade Divina, quando um estudioso de Khorasan, Sulaiman al-Mervi, teve um papel importante nas deliberações; outra conferência abordou a questão da impecabilidade dos Profetas, e a resposta à declaração do imame foi dada por Ali ibn Muhammad ibn al-Jahm. e isso levou a outra conferência sobre o mesmo assunto, quando o próprio califa Almamune tomou parte considerável na discussão.

## Obras

### Al-Risala al-Dahabiyya fil Tibb
um tratado sobre curas médicas e manutenção da boa saúde que se diz ter sido escrito para o califa Mamun a seu pedido. Foi nomeado “o tratado de ouro” porque Maʾmūn ordenou que fosse escrito com tinta dourada .e ele ordenou que fosse copiado muitas vezes, para ser dado a seus filhos, aos membros de sua família e à máquina de seu governo. Ele também ordenou que cópias fossem depositadas em seu depósito de sabedoria (Buyūt al-Hikma).
Esta dissertação é uma das peças mais preciosas do legado islâmico que trata da ciência da medicina. Esta dissertação inclusiva, científica e inestimável é um resumo de várias ciências médicas, como anatomia, biologia, fisiologia, patologia e ciência dos cuidados de saúde. Ele forneceu a maior parte do conhecimento relacionado à ciência da medicina protetora, nutrição, química e também uma grande parte de outras ciências.
O imame enviou esta dissertação ao califa Almamune por volta do ano 201 A.H., quando a medicina era uma ciência primitiva e sua pesquisa não era conduzida cientificamente, mas baseada apenas na prática e não em descobertas científicas, e quando a ciência da bacteriologia não era descoberto ainda, nem havia qualquer conhecimento significativo de suplementos nutricionais, como vitaminas, ou outras descobertas médicas significativas para combater micróbios, como penicilina, estreptomicina, oromicina, etc. Um bom número de estudiosos tentou escrever comentários sobre o livro.

### Sahifat ar-Ridha
uma coleção de 240 Hadiths inicialmente transmitido por ʿAbdallāh ibn Aḥmad ibn ʿĀmer de seu pai Aḥmad, que afirmou tê-lo ouvido de Rida em 194/809-10. um grupo de narradores o chamou de Musnad al-Imām Arrida.

### Feqh al-Reżā
Este livro era desconhecido entre os estudiosos Emāmī até o século X/16, quando um grupo de estudiosos de Qom trouxe uma cópia dele contendo numerosos eǰāzas para Meca. Foi considerado autêntico pelos dois Majlesīs, mas depois os estudiosos Emāmī ficaram divididos sobre isso, a maioria considerando sua autenticidade como duvidosa.

### Ajwibat Masail Ibn Sinan
(Ou "Respostas às Perguntas de ibn Sinan") O que pode ser descrito como obras do imame são suas respostas às perguntas feitas a ele por Ibn Sinan. Mas isso não pode ser descrito como um livro de autoria do imame; caso contrário, a coleção de suas respostas às perguntas de muitos outros, que tratam de vários campos do conhecimento e da erudição, deve ser descrita da mesma forma.

### Mahd al-Islam
Entre outras obras atribuídas ao imame está o livro intitulado Mahd al-Islam wa Shara'i ad-Din que é referido por al-Saduq em seu Uyoon de al-Fadl ibn Shathan, mas ele não indicou que foi escrito em resposta ao pedido de Almamune.

## Frases Sábias
Ela é relatada pelo Arrida', um grupo de notáveis ditos sábios, maneiras, mandamentos, conselhos e outros dentre aqueles que beneficiam os homens. Eles indicam que ele não poupou esforços para educar os muçulmanos e criá-los com sábia razão. algumas de suas sábias palavras são:
“O amigo de todo mundo é sua razão; seu inimigo é sua ignorância.”
“A melhor razão é que o homem conhece sua própria alma.”
“Aquele que conhece a sua própria alma conhece o seu Senhor.”
“Adoração não é oração e jejum abundantes; ao contrário, é abundante refletindo sobre o assunto de Allah, o Grande e Todo-Poderoso”.
“Aquele que considera sua própria alma é bem-sucedido; aquele que não se importa com isso não tem sucesso."
“O homem não é adorador a menos que seja clemente.”
“Alguns sinais de compreensão são clemência, conhecimento e silêncio. O silêncio é uma das portas para a sabedoria. Traz amor e é evidência de todo o bem.”
“Humildade é que você dá aos homens o que você quer que eles dêem a você.”
“A fé está um grau acima do Islã; O temor de Allah está um grau acima da fé; e nada menos do que o temor de Allah foi dividido entre os homens”.
“Ou você ordena (aos homens) fazer o bem e proíbe (eles) do mal, ou Allah empregará os ímpios dentre vocês sobre vocês, por isso os justos dentre vocês suplicam (Ele), mas (Ele) não responde a eles. ”
“Aquele que ama o desobediente é desobediente; quem ama o obediente é obediente. Aquele que ajuda um malfeitor é um malfeitor; aquele que abandona um malfeitor é justo. Não há parentesco entre Allah e ninguém, e a proteção de Allah não é alcançada senão pela obediência.”
“A recompensa daquele que trabalha para poupar sua família é maior do que a do lutador no caminho de Alá.”
“A fé é composta de quatro pilares: confiança em Allah, satisfação com o decreto de Allah, submissão ao comando de Allah e confiar (assuntos) a Allah.”
“Se alguém carece de cinco atributos, não espere obter dele nada de bom para sua vida neste mundo ou sua vida futura: se sua linhagem é conhecida por não ser confiável, se sua natureza carece de generosidade, se seu temperamento carece de equilíbrio, se lhe falta uma conduta nobre, e se lhe falta o temor do seu Senhor”.
“Aquele que não agradece ao benfeitor dentre as criaturas, não agradece a Allah, o Grande e Todo-Poderoso.”
“Aquele que ouve um orador o serve. Se o orador (fala em nome de) Allah, ele serve a Allah. Se o orador (fala em nome) de Satanás, ele serve a Satanás.”
“Aquele que encontra um pobre e o cumprimenta de uma maneira diferente de cumprimentar o rico encontra Allah, o Grande e Todo-Poderoso, e Ele está zangado com ele.”
“Se restarem apenas três anos da vida de uma pessoa e ela estreitar os laços de parentesco, Allah os fará trinta anos, e Allah fará o que quiser.”
“Nada aumenta a duração da vida, exceto apertar os laços de parentesco.”
“Quando dois grupos (de pessoas) se encontram (no campo de batalha), Allah ajuda o maior a perdoar.”
“O avarento nunca descansa; o invejoso nunca está satisfeito; a murmuração nunca é leal; o mentiroso não tem consciência.”